# Punt bàsic
Un punt bàsic és una unitat de mesura utilitzada en les finances per descriure el canvi percentual en el valor o la taxa d'un actiu financer. Un punt bàsic equival a 0,01 punts percentuals (1/100 d'un punt percentual) o 0,0001 en tant per u. En la majoria dels casos, es refereix als canvis en les taxes d'interès i rendiments del deute públic.
Per exemple, si Banc Central Europeu augmenta les taxes d'interès en 40 punts bàsics, això significa que les taxes han augmentat 0,4 punts percentuals. Si les taxes es trobaven en l'1,50%, i els va elevar 0,4 punts percentuals o 40 punts bàsics, la nova taxa d'interès seria de l'1,90%.
Al mercat de deute públic, un punt de bàsic s'utilitza per indicar la diferència de variació de la taxa de rendiment entre dos moment del temps i també entre el deute de diferents països. Per exemple, sí un rendiment dels bons passa del 5,00% al 6,20%, es diu que han augmentat 120 punts bàsics. Sí rendiment del deute públic irlandès és 5% i la d'Alemanya és de 3,25, és a dir que la diferència (prima de risc) entre els dos països és de 175 punt bàsics.
L'ús de la mesura d'un punt bàsic s'utilitza sobretot pel que fa als rendiments i les taxes d'interès, però també pot ser utilitzat per referir-se a la variació percentual en el valor d'un actiu com una acció. Si un índex borsari va pujar 150 punts bàsics en un dia, aquest va augmentar 1,5 punts percentuals.
Per convertir els punts de base en tant per u es multiplica els punts bàsics per 0,0001. I per convertir-lo en un percentatge es multiplica per 0,01. Així per convertir 150 punts bàsics en tant per u, es multiplica 150 per 0,0001 que resultarà 0.0150 i per convertir-los en percentatge es multiplicarà 150 per 0,01 que resultarà 0,15%.
Taula d'equivalències
| Punt bàsic | Percentatge | Tant per u |
| ---------- | ----------- | ---------- |
| 1          | 0,01%       | 0,0001     |
| 10         | 0,1%        | 0,001      |
| 100        | 1%          | 0,01       |
| 1000       | 10%         | 0,1        |
| 10000      | 100%        | 1          |